# 갈라타사라이 SK (농구)
갈라타사라이 SK(Galatasaray S.K.)는 터키 이스탄불을 연고로 하는 프로농구단이다.

## 같이 보기
- 갈라타사라이 SK
- 갈라타사라이 SK (축구)